# دينيس بيتس
دينيس بيتس (بالإنجليزية: Denis Betts)‏ هو لاعب دوري الرغبي نيوزيلندي، ولد في 14 سبتمبر 1969 في إنجلترا في المملكة المتحدة.